# 伊普鄉 (瑟拉日縣)
47°14′N 22°39′E / 47.233°N 22.650°E
伊普鄉（羅馬尼亞語：Comuna Ip, Sălaj），是羅馬尼亞的鄉份，位於該國西北部，由瑟拉日縣負責管轄，面積60平方公里，海拔高度190米，2007年人口3,847，人口密度每平方公里64人。